# Ion Adrian Zare
Ion Adrian Zare (ur. 11 maja 1959 w Oradei, zm. 23 lutego 2022 tamże) – były rumuński piłkarz występujący na pozycji obrońcy.

## Kariera klubowa
Zare zawodową karierę rozpoczynał w 1977 roku w Bihorze Oradea z Divizii A. W 1979 roku spadł z nim do Divizii B. W 1982 roku powrócił z nim do Divizii A. W Bihorze spędził w sumie 8 lat. W 1985 roku odszedł do Dinama Bukareszt. W tym samym roku wywalczył z nim wicemistrzostwo Rumunii. W Dinamie występował jeszcze przez rok.
W 1986 roku Zare przeniósł się do Viktorii Bukareszt. W 1987, 1988 oraz 1989 zajmował z nią 3. miejsce w Divizii A. W 1989 roku przeszedł również do Farulu Constanța. W 1990 roku wyjechał na Węgry, gdzie został graczem zespołu BFC Siófok. W 1992 roku zajął z nim 4. miejsce w Nemzeti Bajnokság I. W 1993 roku odszedł do innej węgierskiej drużyny, Pécsi Munkás, gdzie w 1994 roku zakończył karierę.

## Kariera reprezentacyjna
W reprezentacji Rumunii Zare zadebiutował 11 kwietnia 1984 roku w zremisowanym 0:0 towarzyskim meczu z Izraelem. W tym samym roku został powołany do kadry na Mistrzostwa Europy. Zagrał tam w pojedynku z RFN (1:2). Z tamtego turnieju Rumunia odpadła po fazie grupowej. W latach 1984–1987 w drużynie narodowej Zare rozegrał w sumie 7 spotkań.